# Серадждикхан (подокруг)
Серадждикхан (бенг. সিরাজদিখান, англ. Serajdikhan) — подокруг в центральной части Бангладеш в составе округа Муншигандж. Образован в 1914 году. Административный центр — город Серадждикхан. Площадь подокруга — 180,19 км². По данным переписи 1991 года численность населения подокруга составляла 229 085 человек. Плотность населения равнялась 1271 чел. на 1 км². Уровень грамотности населения составлял 33,7 %. Религиозный состав: мусульмане — 85 %, индуисты — 10 %, христиане — 4,99 %, буддисты — 0,01 %.